# Ferde Grofé
Ferde (Ferdie) Grofé (27. marts 1892 i New York City – 3. april 1972 i Santa Monica, Californien) var en amerikansk komponist, pianist og arrangør.
Grofé er nok mest kendt for det orkestrale tonedigt, Grand Canyon Suite (1931). 
Hans moder flyttede efter faderens død til Leipzig i Tyskland, hvor den unge Grofé begyndte at studere klaver og bratsch.
Grofé lærte sig der en masse instrumenter at kende såsom violin, horn og kornet. Han spillede i 1920'erne med orkesterlederen Paul Whitemans orkester og blev hans arrangør fra 1920 til 1932.
Han havde et speciale i tonedigte og har skrevet et væld heraf, såsom Mississippi Suite, Niagara Falls og Hudson River etc. Grofé har også skrevet en symfoni (A Symphony in Steel), og flere orkesterværker. 

## Værker
- Grand Canyon Suite
- A Symphony in Steel
- Mississippi Suite
- Hudson River
- Niagara Falls
- Hollywood Suite
- On the Trail
- Klaver Koncert
- Valley of the Sun Suite
- San Francisco Suite
- Kentucky Derby Suite
- Halloween Fantasy for strings
- Tabloid Suite
- Aviation Suite
- Death Valley Suite
- World´s Fair Suite
- Broaway at night